# Białoruś na Zimowych Igrzyskach Olimpijskich 2014
Białoruś na Zimowych Igrzyskach Olimpijskich 2014 – kadra sportowców reprezentujących Białoruś na igrzyskach w 2014 roku w Soczi. Kadra liczyła 24 sportowców. Zdobyli oni 6 medali: 5 złotych i 1 brązowy, zajmując 8. miejsce w klasyfikacji medalowej.

## Zdobyte medale
| Medal | Zawodnik           | Dyscyplina          | Konkurencja                 | Rezultat     | Data      |
| ----- | ------------------ | ------------------- | --------------------------- | ------------ | --------- |
| Złoto | Darja Domraczewa   | Biathlon            | Bieg pościgowy kobiet       | 29:30.7 min. | 11 lutego |
| Złoto | Darja Domraczewa   | Biathlon            | Bieg indywidualny kobiet    | 43:19.6 min. | 14 lutego |
| Złoto | Ałła Cuper         | Narciarstwo dowolne | Skoki akrobatyczne kobiet   | 98.01 pkt.   | 14 lutego |
| Złoto | Darja Domraczewa   | Biathlon            | Bieg masowy kobiet          | 35:25.6 min. | 17 lutego |
| Złoto | Anton Kusznir      | Narciarstwo dowolne | Skoki akrobatyczne mężczyzn | 134.50 pkt.  | 17 lutego |
| Brąz  | Nadzieja Skardzina | Biathlon            | Bieg indywidualny kobiet    | 44:57.8 min. | 14 lutego |

## Skład reprezentacji

### Narciarstwo alpejskie
Kobiety
| Zawodnik        | Konkurencja      | Czas 1. przejazdu | Czas 2. przejazdu | Czas łączny         | Pozycje             |
| --------------- | ---------------- | ----------------- | ----------------- | ------------------- | ------------------- |
| Maryja Szkanawa | Supergigant      |                   |                   | Nie ukończyła biegu | Nie ukończyła biegu |
| Maryja Szkanawa | Slalom gigant    | 1:26,79           | 1:23,79           | 2:50,58             | 44.                 |
| Maryja Szkanawa | Slalom specjalny | 59,67             | 57,56             | 1:57,23             | 29.                 |

Mężczyźni
| Zawodnik          | Konkurencja      | Czas 1. przejazdu             | Czas 2. przejazdu             | Czas łączny                   | Pozycje                       |
| ----------------- | ---------------- | ----------------------------- | ----------------------------- | ----------------------------- | ----------------------------- |
| Jurij Daniłoczkin | zjazd            |                               |                               | 2:10,58                       | 31.                           |
| Jurij Daniłoczkin | supergigant      |                               |                               | 1:22,45                       | '37.                          |
| Jurij Daniłoczkin | Slalom gigant    | Nie ukończył 1. przejazdu     | Nie ukończył 1. przejazdu     | Nie ukończył 1. przejazdu     | Nie ukończył 1. przejazdu     |
| Jurij Daniłoczkin | Slalom specjalny | Nie ukończył 1. przejazdu     | Nie ukończył 1. przejazdu     | Nie ukończył 1. przejazdu     | Nie ukończył 1. przejazdu     |
| Jurij Daniłoczkin | superkombinacja  | Nie ukończył biegu zjazdowego | Nie ukończył biegu zjazdowego | Nie ukończył biegu zjazdowego | Nie ukończył biegu zjazdowego |

### Biathlon

#### Kobiety
- Darja Domraczewa
- Nastassia Dubarezawa
- Ludmiła Kalinczyk
- Nadzieja Pisarawa
- Nadzieja Skardzina

| Konkurencja       | Zawodniczka          | Czas      | Miejsce |
| ----------------- | -------------------- | --------- | ------- |
| Sprint            | Darja Domraczewa     | 21:38.6   | 9.      |
| Sprint            | Nastassia Dubarezawa | 22:29.7   | 34.     |
| Sprint            | Ludmiła Kalinczyk    | 22:37.8   | 37.     |
| Sprint            | Nadzieja Pisarawa    | -         | -       |
| Sprint            | Nadzieja Skardzina   | 21:50.9   | 17.     |
| Bieg pościgowy    | Darja Domraczewa     | 29:30.7   | 1.      |
| Bieg pościgowy    | Nastassia Dubarezawa | 41:01.8   | 56.     |
| Bieg pościgowy    | Ludmiła Kalinczyk    | 32:54.9   | 33.     |
| Bieg pościgowy    | Nadzieja Pisarawa    | -         | -       |
| Bieg pościgowy    | Nadzieja Skardzina   | 30:43.7   | 13.     |
| Bieg indywidualny | Darja Domraczewa     | 43:19.6   | 1.      |
| Bieg indywidualny | Nastassia Dubarezawa | -         | -       |
| Bieg indywidualny | Ludmiła Kalinczyk    | 48:06.2   | 25.     |
| Bieg indywidualny | Nadzieja Pisarawa    | 48:55.4   | 35.     |
| Bieg indywidualny | Nadzieja Skardzina   | 44:57.8   | 3.      |
| Bieg masowy       | Darja Domraczewa     | 35:25.6   | 1.      |
| Bieg masowy       | Nastassia Dubarezawa | -         | -       |
| Bieg masowy       | Ludmiła Kalinczyk    | -         | -       |
| Bieg masowy       | Nadzieja Pisarawa    | -         | -       |
| Bieg masowy       | Nadzieja Skardzina   | 37:08.0   | 16.     |
| Sztafeta          | Darja Domraczewa     | 1:11:33.4 | 5.      |
| Sztafeta          | Ludmiła Kalinczyk    | 1:11:33.4 | 5.      |
| Sztafeta          | Nadzieja Pisarawa    | 1:11:33.4 | 5.      |
| Sztafeta          | Nadzieja Skardzina   | 1:11:33.4 | 5.      |

#### Mężczyźni
- Jauhienij Abramienka
- Uładzimir Czapielin
- Alaksandr Darożka
- Juryj Ladau
- Siarhiej Nowikau

| Konkurencja       | Zawodnik             | Czas      | Strzelanie | Miejsce |
| ----------------- | -------------------- | --------- | ---------- | ------- |
| Sprint            | Jauhienij Abramienka | 26:55.0   | 1+1        | 56.     |
| Sprint            | Uładzimir Czapielin  | 25:49.7   | 0+1        | 29.     |
| Sprint            | Alaksandr Darożka    | -         | -          | -       |
| Sprint            | Juryj Ladau          | 26:55.1   | 1+1        | 57.     |
| Sprint            | Siarhiej Nowikau     | 26:00.8   | 0+0        | 33.     |
| Bieg pościgowy    | Jauhienij Abramienka | 39:11.5   | 0+0+4+1    | 51.     |
| Bieg pościgowy    | Uładzimir Czapielin  | 36:57.2   | 0+0+1+0    | 41.     |
| Bieg pościgowy    | Alaksandr Darożka    | -         | -          | -       |
| Bieg pościgowy    | Juryj Ladau          | 39:46.2   | 1+1+0+2    | 56.     |
| Bieg pościgowy    | Siarhiej Nowikau     | 38:59.5   | 0+1+1+1    | 50.     |
| Bieg indywidualny | Jauhienij Abramienka | 55:38.8   | 1+1+1+0    | 53.     |
| Bieg indywidualny | Uładzimir Czapielin  | 54:59.2   | 1+1+0+1    | 49.     |
| Bieg indywidualny | Alaksandr Darożka    | 58:27.7   | 2+0+2+1    | 80.     |
| Bieg indywidualny | Juryj Ladau          | -         | -          | -       |
| Bieg indywidualny | Siarhiej Nowikau     | 55:41.7   | 0+1+1+0    | 54.     |
| Bieg masowy       | Jauhienij Abramienka | -         | -          | -       |
| Bieg masowy       | Uładzimir Czapielin  | -         | -          | -       |
| Bieg masowy       | Alaksandr Darożka    | -         | -          | -       |
| Bieg masowy       | Juryj Ladau          | -         | -          | -       |
| Bieg masowy       | Siarhiej Nowikau     | -         | -          | -       |
| Sztafeta          | Jauhienij Abramienka | 1:16:02.3 | 0+5        | 13.     |
| Sztafeta          | Uładzimir Czapielin  | 1:16:02.3 | 0+5        | 13.     |
| Sztafeta          | Juryj Ladau          | 1:16:02.3 | 0+5        | 13.     |
| Sztafeta          | Siarhiej Nowikau     | 1:16:02.3 | 0+5        | 13.     |

| Konkurencja       | Zawodnik             | Czas      | Strzelanie | Miejsce |
| ----------------- | -------------------- | --------- | ---------- | ------- |
| Sztafeta mieszana | Ludmiła Kalinczyk    | 1:13:11.8 | 0+9        | 11.     |
| Sztafeta mieszana | Nastassia Dubarezawa | 1:13:11.8 | 0+9        | 11.     |
| Sztafeta mieszana | Uładzimir Czapielin  | 1:13:11.8 | 0+9        | 11.     |
| Sztafeta mieszana | Jauhienij Abramienka | 1:13:11.8 | 0+9        | 11.     |

### Biegi narciarskie

#### Kobiety
| Zawodnik           | Konkurencja       | Czas      | Pozycje |
| ------------------ | ----------------- | --------- | ------- |
| Alena Sannikawa    | Bieg indywidualny | 31:42,2   | 43.     |
| Alena Sannikawa    | Bieg łączony      | 44:09,7   | 53.     |
| Alena Sannikawa    | Bieg masowy       | 1:18:46,3 | 42.     |
| Walancina Kaminska | sprint            | 2:46,76   | 47.     |

#### Mężczyźni
| Zawodnik                                                                 | Konkurencja       | Czas      | Pozycje |
| ------------------------------------------------------------------------ | ----------------- | --------- | ------- |
| Michaił Siamionau                                                        | sprint            | 3:42,93   | 48.     |
| Siarhiej Dalidowicz                                                      | Bieg indywidualny | 42:55,4   | 53.     |
| Aleksandr Łazutkin                                                       | Bieg indywidualny | 42:45,1   | 49.     |
| Michaił Siamionau                                                        | Bieg indywidualny | 43:36,0   | 59.     |
| Michaił Siamionau                                                        | Bieg łączony      | 1:10:13,3 | 24.     |
| Siarhiej Dalidowicz                                                      | Bieg łączony      | 1:11:28,1 | 34.     |
| Aleksandr Łazutkin                                                       | Bieg łączony      | 1:14:12,0 | 55.     |
| Siarhiej Dalidowicz                                                      | Bieg na 50 km     | 1:46:56,2 | 5.      |
| Michaił Siamionau                                                        | Bieg na 50 km     | 1:47:36,0 | 17.     |
| Alaksiej Iwanou                                                          | Bieg na 50 km     | 1:52:52,9 | 46.     |
| Michaił Siamionau Aleksandr Łazutkin Alaksiej Iwanou Siarhiej Dalidowicz | Sztafeta          | 1:34:40,1 | 14.     |

### Narciarstwo dowolne

#### Kobiety
| Ałła Cuper    | skoki akrobatyczne | 66,15 | 14. | 77,52 | 6.  | 99,18          | 1.             | 88,50          | 4.             | 98,01          | złoto |
| Hanna Huśkowa | skoki akrobatyczne | 44,08 | 22. | 52,60 | 15. | Nie awansowała | Nie awansowała | Nie awansowała | Nie awansowała | Nie awansowała | 21.   |

#### Mężczyźni
| Anton Kusznir        | Skoki akrobatyczne | 107,52 | 7.  | 115,38 | 2. | 119,03        | 2.            | 115,84        | 3.            | 134,50        | złoto |
| Dzmitryj Daszczynski | Skoki akrobatyczne | 106,64 | 8.  | 117,19 | 1. | 108,41        | 5.            | 100,45        | 8.            | Nie awansował | 8.    |
| Dzianis Osipau       | Skoki akrobatyczne | 81,86  | 17. | 111,05 | 5. | 99,36         | 9.            | Nie awansował | Nie awansował | Nie awansował | 9.    |
| Alaksiej Hryszyn     | Skoki akrobatyczne | 76,82  | 20. | 88,96  | 9. | Nie awansował | Nie awansował | Nie awansował | Nie awansował | Nie awansował | 15.   |

### Short track
Kobiety
| Zawodniczka    | Konkurencja         | Kwalifikacje | Kwalifikacje | Ćwierćfinał | Ćwierćfinał | Półfinał       | Półfinał       | Finał          | Finał   |
| Zawodniczka    | Konkurencja         | Czas         | Miejsce      | Czas        | Miejsce     | Czas           | Miejsce        | Czas           | Miejsce |
| -------------- | ------------------- | ------------ | ------------ | ----------- | ----------- | -------------- | -------------- | -------------- | ------- |
| Wolha Tałajewa | Bieg na 1500 metrów | 2:25,140     | 6.           |             |             | Nie awansowała | Nie awansowała | Nie awansowała | 32.     |

Mężczyźni
| Zawodnik          | Konkurencja         | Kwalifikacje | Kwalifikacje | Ćwierćfinał | Ćwierćfinał | Półfinał      | Półfinał      | Finał         | Finał   |
| Zawodnik          | Konkurencja         | Czas         | Miejsce      | Czas        | Miejsce     | Czas          | Miejsce       | Czas          | Miejsce |
| ----------------- | ------------------- | ------------ | ------------ | ----------- | ----------- | ------------- | ------------- | ------------- | ------- |
| Maksim Siarhiejeu | Bieg na 1500 metrów | 2:19,505     | 5.           |             |             | Nie awansował | Nie awansował | Nie awansował | 28.     |